# Nicolas Coustou
Nicolas Coustou (Lione, 9 gennaio 1658 – Parigi, 1º maggio 1733) è stato uno scultore francese.

## Vita
Nicolas nacque a Lione da una famiglia di scultori. Il fratello, Guillaume Coustou era scultore, così come lo zio Antoine Coysevox e il nipote. Imparò i primi rudimenti del mestiere di scultore dallo zio Coysevox, direttore dell'Académie royale de peinture et de sculpture, di cui fu allievo, a Parigi. Dopo cinque anni di studi, vinse il premio Colbert, che gli permise di soggiornare a Roma, presso l'Accademia di Francia dal 1683 al 1686.

In seguito lavorò per il re di Francia Luigi XIV presso il castello di Versailles e l'Hôtel des Invalides. A Parigi, dietro l'altare maggiore della Cattedrale di Notre-Dame si eleva il gruppo della Pietà, realizzato da Nicolas Coustou, e vede al centro la figura della Madonna con Gesù deposto supino sulle sue ginocchia, ai lati due angeli.